# Tachiyaku
Tachiyaku (立役?), ossia "ruolo in piedi", è un termine utilizzato nel teatro kabuki, un tipo di rappresentazione teatrale sorto in Giappone all'inizio del XVII secolo, per indicare ruoli maschili di giovani adulti e gli attori che interpretano quei ruoli. Sebbene non tutti i ruoli tachiyaku siano ruoli da eroe, il termine non include ruoli negativi, come quello dell'antagonista (katakiyaku), o comici (dōkegata), che hanno delle loro categorie a parte. L'interpretazione di un eroe o comunque del protagonista delle opere kabuki prevede quasi sempre un ruolo tachiyaku e l'attore principale di una compagnia o di una da famiglia di attori si specializza tipicamente per interpretare ruoli di questo tipo.

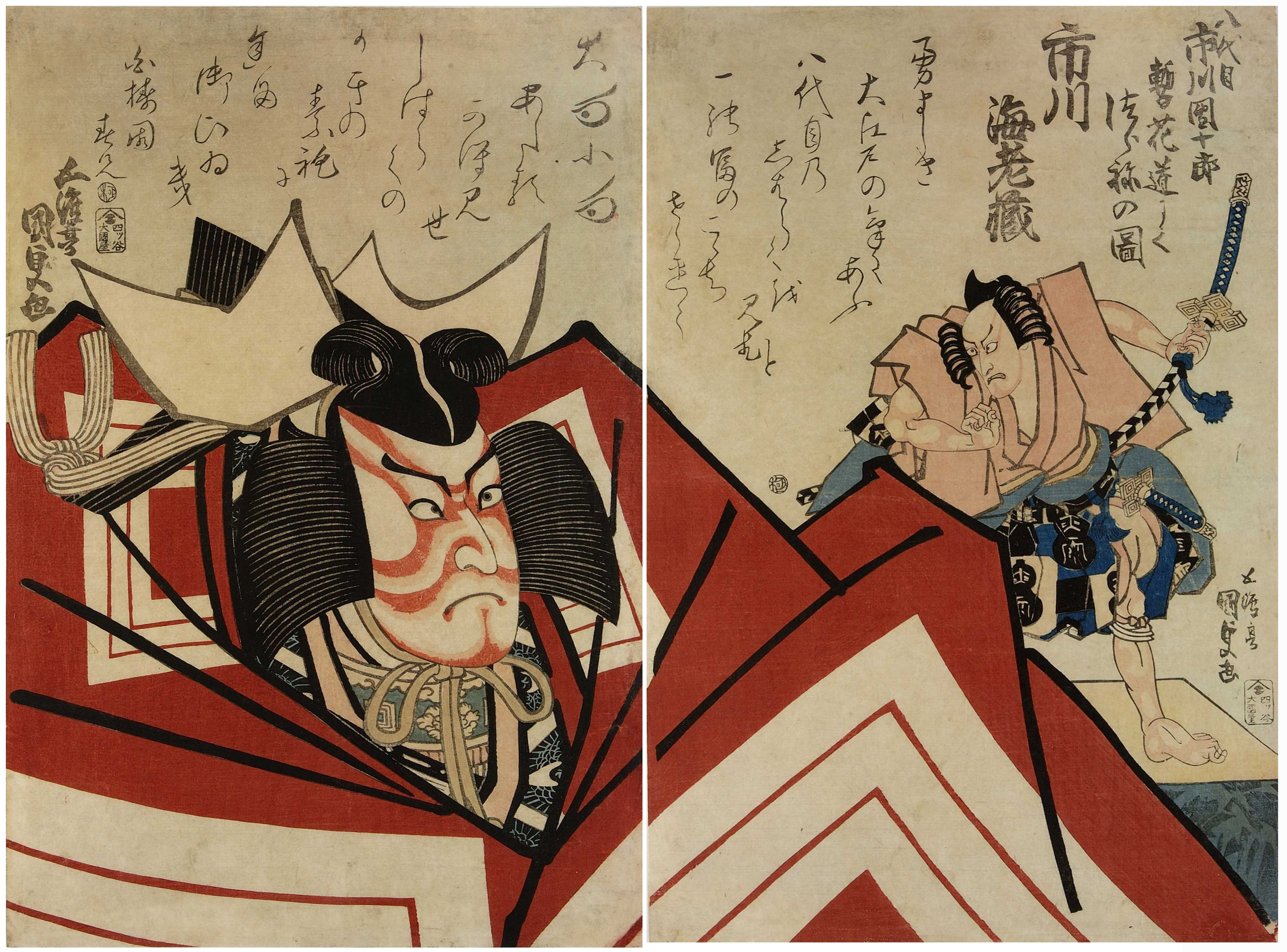
Una stampa ukiyo-e di Utagawa Kunisada raffigurante Ichikawa Danjūrō VIII nel ruolo di protagonista dell'opera Shibaraku, un tipico ruolo tachiyaku.

Un tempo, con questo termine, che, come detto, significa letteralmente "ruolo in piedi", ci si riferiva a tutti gli attori in generale al fine di distinguerli dai musicisti e dai cantanti che erano invece chiamati jigata (地方?), letteralmente "persona a terra", inteso come "qualcuno che si siede".
Esistono due tipi principali di ruoli tachiyaku:
- Aragoto: la maggior parte dei grandi eroi delle opere della tradizione kabuki è rappresentata da personaggi interpretati in stile aragoto. Il loro trucco facciale (kumadori) è bianco e corredato da marcati motivi rossi e, come proprio dello stile aragoto, le loro parole e loro azioni sono fortemente enfatizzate. Un tipico esempio di ruolo tachiyaku interpretato in stile aragoto è quello di Kamakura Gongorō Kagemasa nella famosa opera Shibaraku.[3]
- Wagoto: lo stile wagoto prevede una rappresentazione più gentile e delicata dei personaggi. Spesso una figura interpretata in stile wagoto è quella di un compagno del protagonista dell'opera, interpretato in stile aragoto, oppure è quella di un personaggio molto romantico. Esempi tipici di ruoli tachiyaku interpretati in stile wagoto sono quelli di Abe Kiyoyuki nell'opera Narukami Fudō Kitayama Zakura e di Yoshitsune nell'opera Kanjinchō.[3]

Attorno ai ruoli tachiyaku esiste anche tutta una serie di ruoli di categoria inferiore, quali ad esempio lo shinbōya (personaggi dai modi gentili che caratterizzati dall'aver molto sofferto a causa della crudeltà dell'antagonista) e il sabakiyaku (personaggi equilibrati, saggi e premurosi che spesso servono come giudici o simili), che, anche se molto raramente, possono talvolta rappresentare il protagonista o l'eroe dell'opera.
Sebbene esistano diversi attori del teatro kabuki famosi come on'nagata, ossia come interpreti di ruoli femminili, la maggior parte degli attori kabuki di una certa rilevanza, sia del passato che del presente, sono specializzati in ruoli tachiyaku. Tra questi si possono ricordare quelli facenti parte delle serie degli Ichikawa Danjūrō, degli Ichikawa Ebizō, dei Nakamura Kanzaburō, degli Onoe Kikugorō e molti altri ancora.